# Національна премія «Найкраща українка в професії»
Національна премія «Найкраща українка в професії» — щорічна всеукраїнська відзнака, заснована у 2018 році для прославляння та підтримки жінок, які досягли високих професійних результатів у різних сферах діяльності. Проєкт також має соціальну місію — допомогу дітям у складних життєвих обставинах та підтримку талановитої молоді.

## Історія премії
Премія була започаткована Тетяною Колядою та Мариною Кінах, а організатором виступає журнал Super Lady. Щороку церемонія проходить у Києві, де серед тисячі заявок комісія відбирає близько 100 фіналісток. З них експертне журі визначає ТОП-10, яким присуджується відзнака.
Перша церемонія вручення відбулася 25 травня 2019 року, що також зафіксовано на офіційних сайтах партнерів.
У 2023 році церемонія зібрала сотні учасниць і отримала великий суспільний резонанс.
Національна премія «НАЙКРАЩА УКРАЇНКА В ПРОФЕСІЇ» позиціонується як соціальний проєкт, спрямований на прославляння жінок, які досягли успіху у професії, та водночас має благодійну мету. Її організатори акцентують на ролі жінки як матері, доньки, берегині родинного вогнища. .
У межах премії щороку вручаються спеціальні відзнаки — ордени «За жіночу благодійність», які отримують лауреатки, що відзначилися значним внеском у соціальні ініціативи та благодійні проєкти. Ці нагороди є невіддільною частиною церемонії, що підкреслює гуманітарну спрямованість премії.

## Лауреатки та визнання
Серед лауреаток – представниці науки, медицини, культури, освіти та бізнесу з різних регіонів України, а перелік переможниць щороку висвітлюється у ЗМІ.
Серед критеріїв відбору – професіоналізм, суспільна активність, внесок у розвиток благодійності.

## Соціальна та благодійна місія
Проєкт має виразну соціальну складову – частина коштів від заходу спрямовується на допомогу дітям, оздоровлення, лікування онкохворих та підтримку сиріт.